# Corallium medea
Corallium medea is een zachte koraalsoort uit de familie Coralliidae. De koraalsoort komt uit het geslacht Corallium. Corallium medea werd in 1964 voor het eerst wetenschappelijk beschreven door Bayer. 